# Jannis Lennartz
Jannis Lennartz (* 1986) ist ein deutscher Rechtswissenschaftler und Hochschullehrer.

## Leben
Lennartz studierte Staatswissenschaften an der Universität Erfurt und schloss dieses Studium 2008 mit dem Bachelor of Arts ab. Im Anschluss widmete er sich dem Studium der Rechtswissenschaft in Jena, Siena und Göttingen. 2013 legte er sein erstes Staatsexamen in diesem Fach ab und wurde Lehrbeauftragter an der Universität Göttingen. Im Jahr 2015 erfolgte ein Forschungsaufenthalt in Oxford. Im darauffolgenden Jahr promovierte er an der Humboldt-Universität zu Berlin. Lennartz’ Dissertation über das Thema der Rechtsdogmatik wurde vielfach in Fachzeitschriften rezensiert. 2017 absolvierte Lennartz das zweite Staatsexamen. Im Jahr 2022 erfolgte die Habilitation. Seit April 2023 ist Lennartz Gastprofessor am Lehrstuhl für Öffentliches Recht an der Humboldt-Universität. Im Sommersemester 2024 hatte er zwischenzeitlich eine Lehrstuhlvertretung an der Universität Göttingen inne.

## Schriften (Auswahl)
- Dogmatik als Methode, Mohr Siebeck, Tübingen 2017, unveränderte Broschurausgabe 2022, ISBN 978-3-16-155627-2.
- Juristische Granatsplitter, Mohr Siebeck, Tübingen 2018, ISBN 978-3-16-156462-8, Rezension von Helmut Lethen auf H-Soz-Kult.
- Kanzlerdemokratie, Mohr Siebeck, Tübingen 2023, ISBN 978-3-16-162365-3.